# Abronia mixteca
Abronia mixteca е вид влечуго от семейство Слепоци (Anguidae). Видът е световно застрашен, със статут Уязвим.

## Разпространение
Разпространен е в Мексико.

## Описание
Популацията им е намаляваща.